# Ortona
Ortona ist eine Hafenstadt in der italienischen Provinz Chieti mit 22.099 Einwohnern und liegt an der adriatischen Küste etwa 22 Kilometer südöstlich der Stadt Pescara.
Eine massive Zitadelle aus der Zeit des Königreichs Neapel schützt die historische Altstadt, die sich auf einer geschützten Stelle oberhalb des Hafens befindet.

## Geschichte
Die sehr alte Stadt wurde 803 von den Franken erobert. Nach militärischen Zwischenspielen geriet die Stadt schließlich im 13. Jahrhundert unter neapolitanische Oberhoheit.
1258 wurden die Gebeine des Apostels Thomas nach Ortona überführt – ein Indiz dafür, dass die Stadt damals bedeutend gewesen sein muss. Sie liegen heute in der öffentlich zugänglichen Krypta in  der Kirche San Tommaso (Hl. Thomas).
Im Zweiten Weltkrieg bombardierten die Alliierten im Jahre 1943 die Stadt Ortona und ihr Umland sechs Monate lang, um einen Durchbruch durch die Gustav-Linie, eine Verteidigungslinie der deutschen Wehrmacht südlich von Ortona, vorzubereiten. Vom 20. bis zum 28. Dezember 1943 kam es zu einem einwöchigen Gefecht zwischen deutschen Fallschirmjägern und Einheiten der 1. kanadischen Infanterie-Division (Schlacht um Ortona). Winston Churchill bezeichnete den mit äußerster Härte geführten Häuserkampf als „Stalingrad Italiens“, da – ähnlich wie in der russischen Stadt – in Ortona fast alle Häuser völlig zerstört wurden.
Zum Gedenken an die Schlacht wurde im Jahre 2006 in der Innenstadt von Ortona ein Mahnmal für die gefallenen Kanadier errichtet, die im Soldatenfriedhof Moro River Canadian War Cemetery im Süden der Stadt liegen. Die Schlacht um Ortona ist für die kanadische Armee eine der bedeutendsten und verlustreichsten Schlachten im Zweiten Weltkrieg. Ein von der SD Cinematografica produzierter Dokumentarfilm „Ortona 1943: ein blutiges Weihnachtsgeschenk“ erzählt die Geschichte dieser für Ortona schwersten Zeit im 20. Jahrhundert.

## Sehenswürdigkeiten

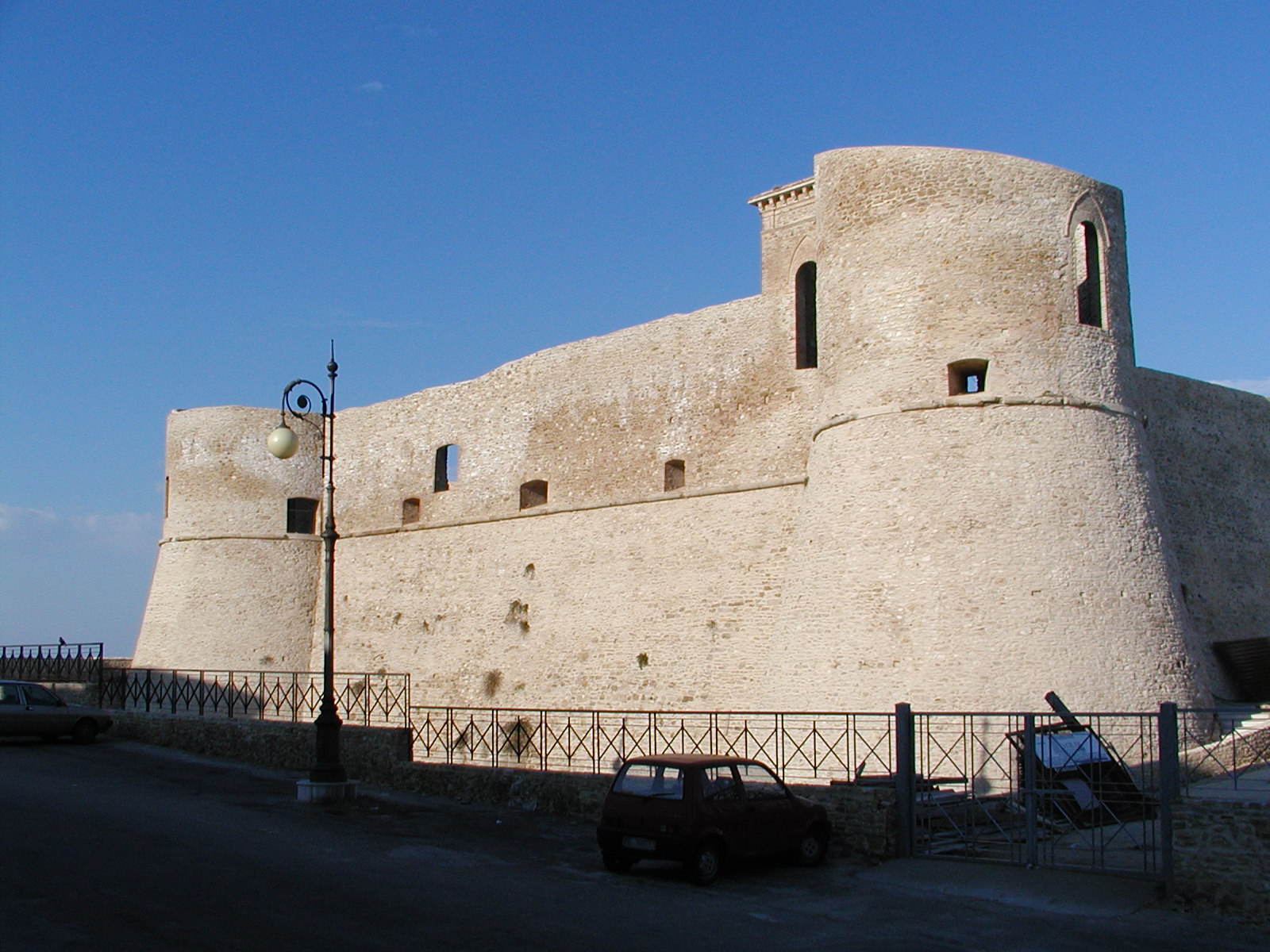
Nur von der Stadtseite sieht das Castello Aragonese von Ortona noch beeindruckend aus.
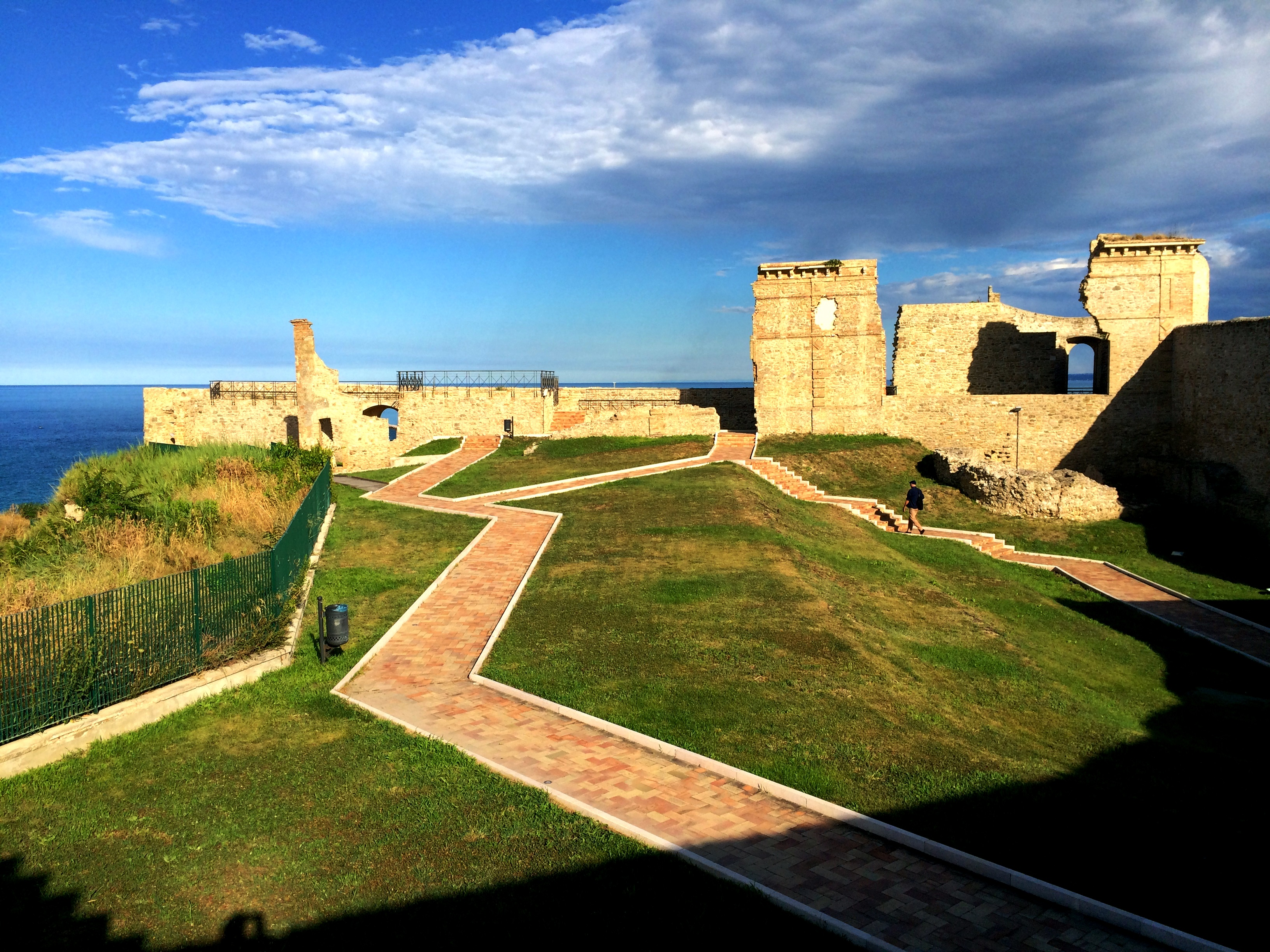
Auf der Seeseite ist ein großer Teil den Hang ins Meer hinabgestürzt.
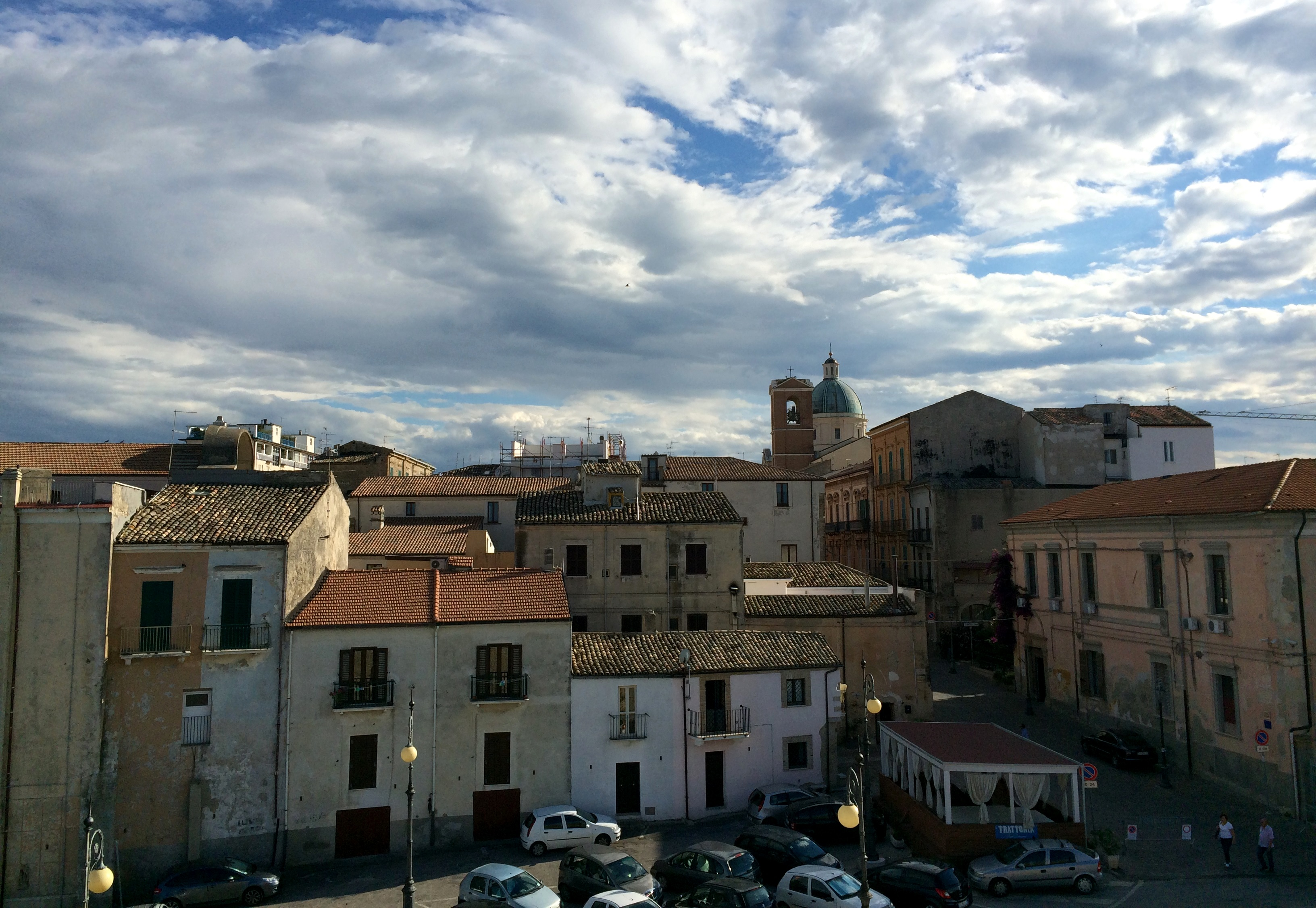
Altstadt von Ortona
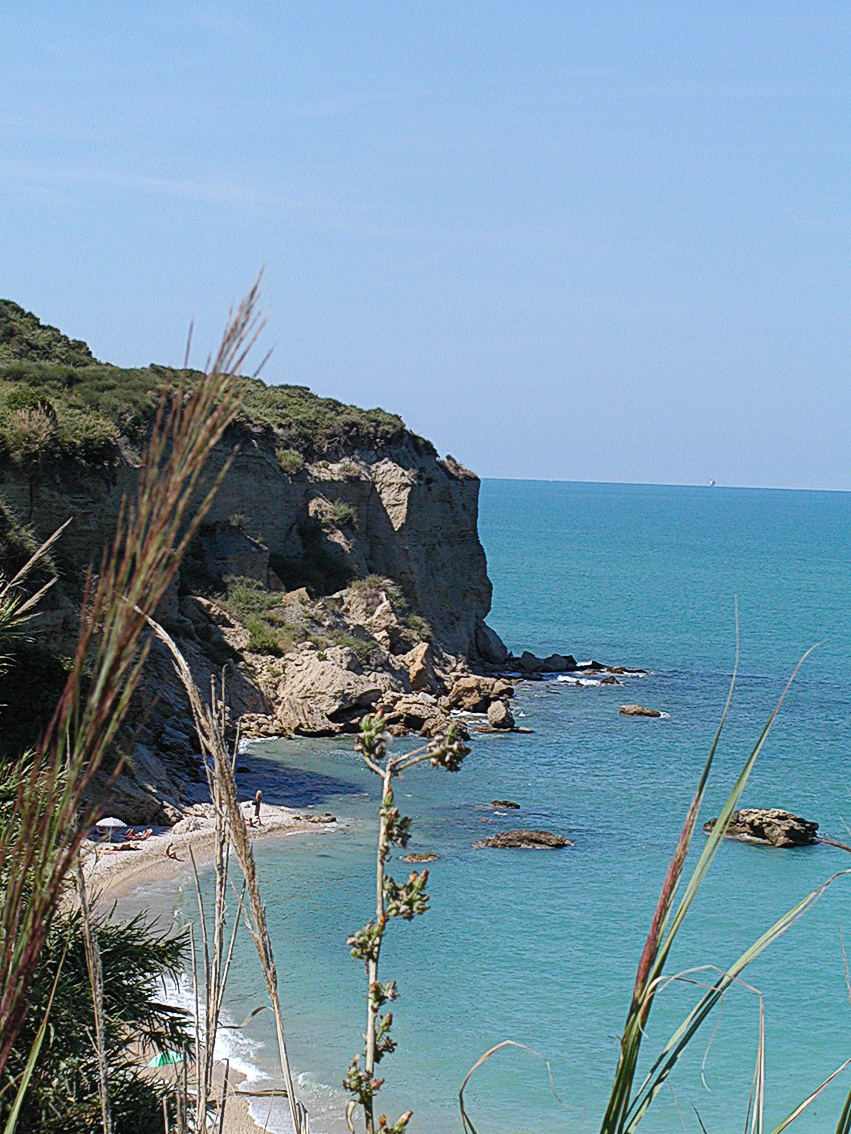
Ripari di Giobbe (Abri)
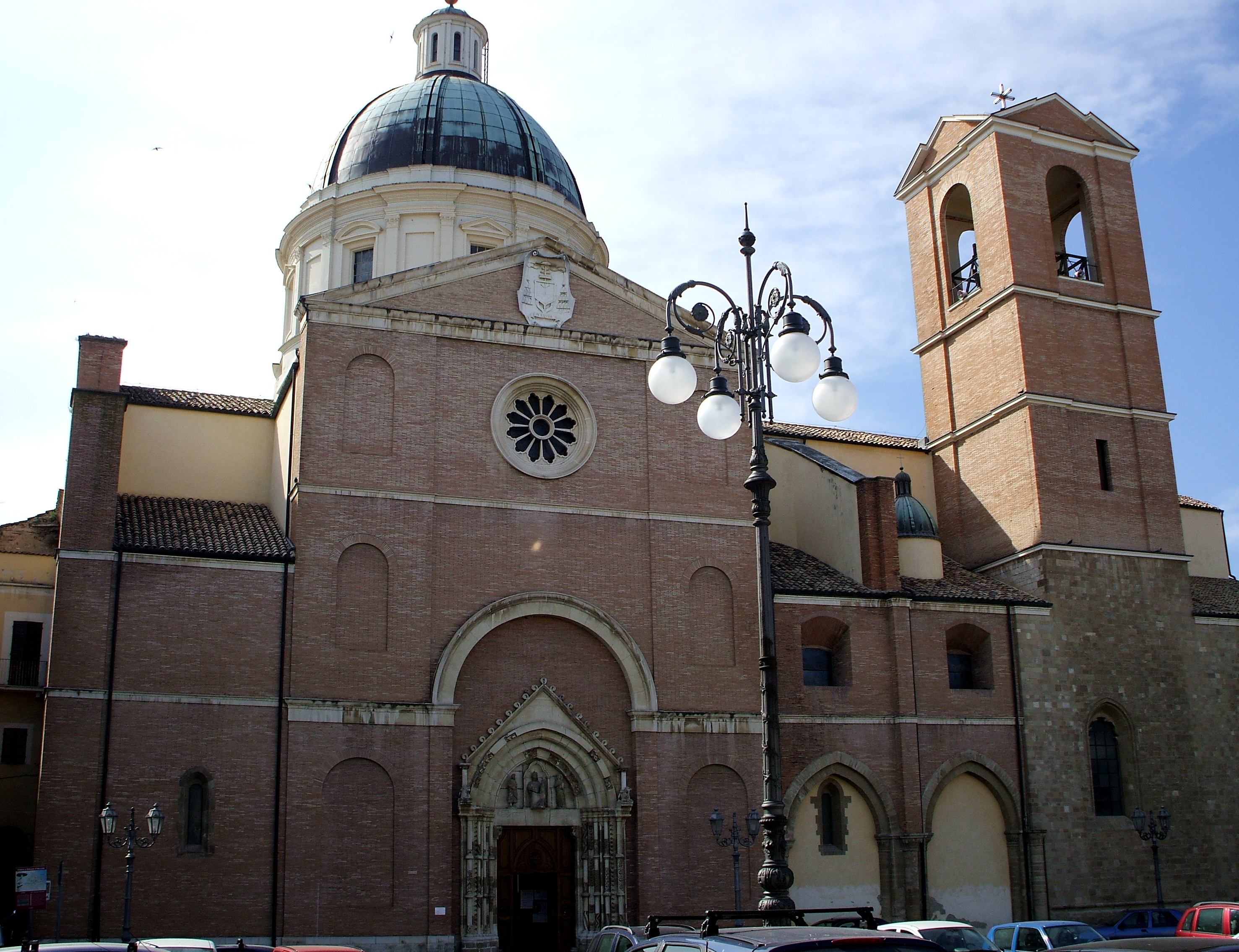
Die Kathedrale San Tommaso Apostolo
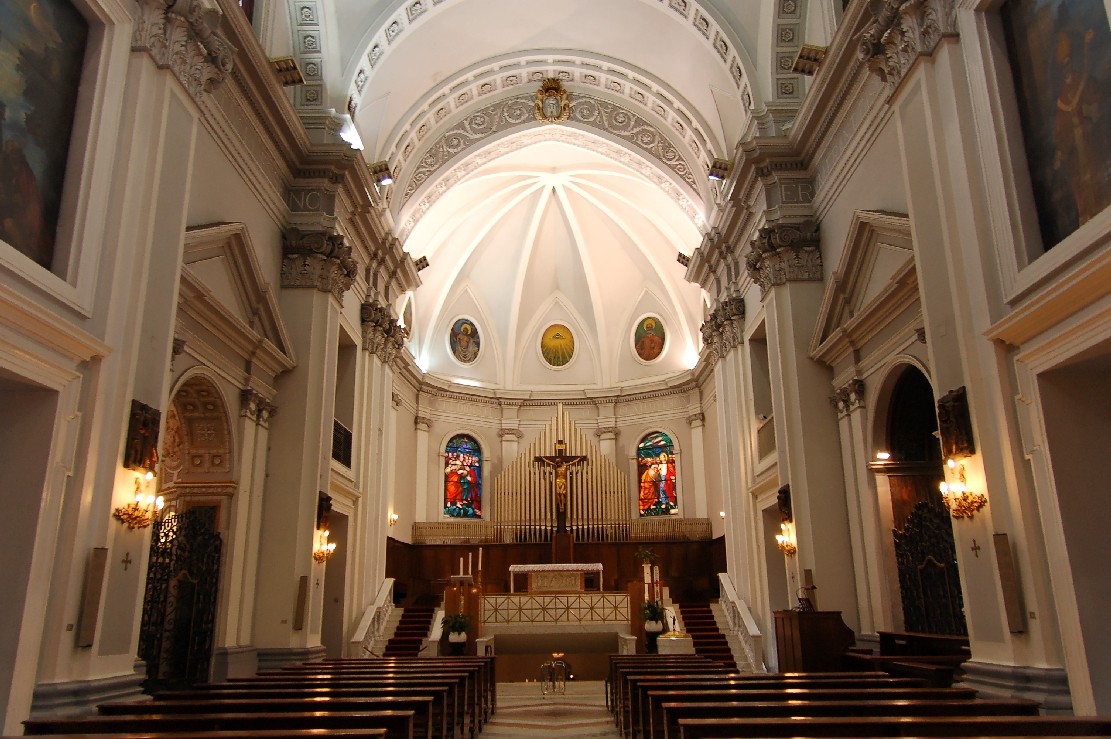
In der Kathedrale
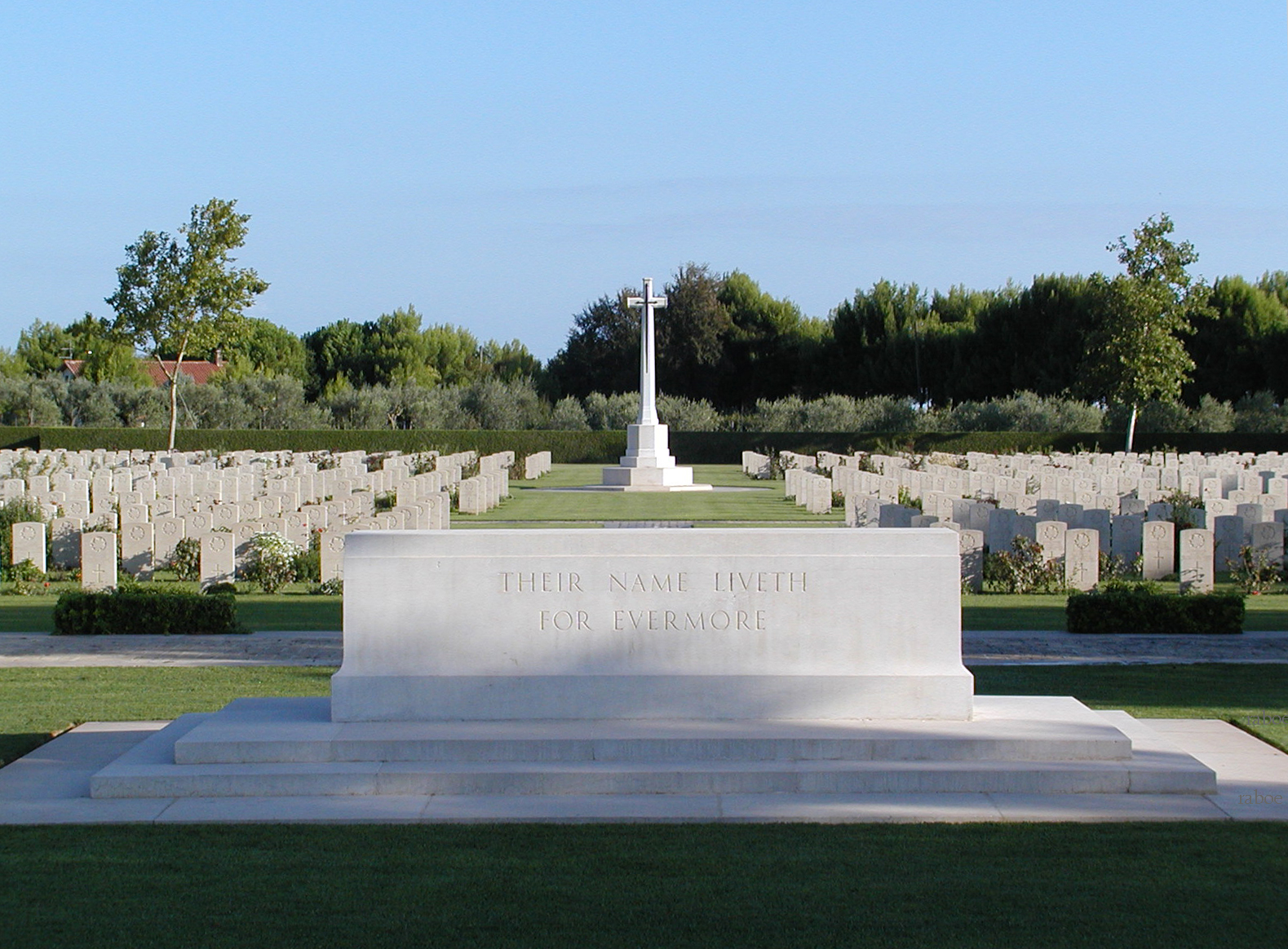
Soldatenfriedhof
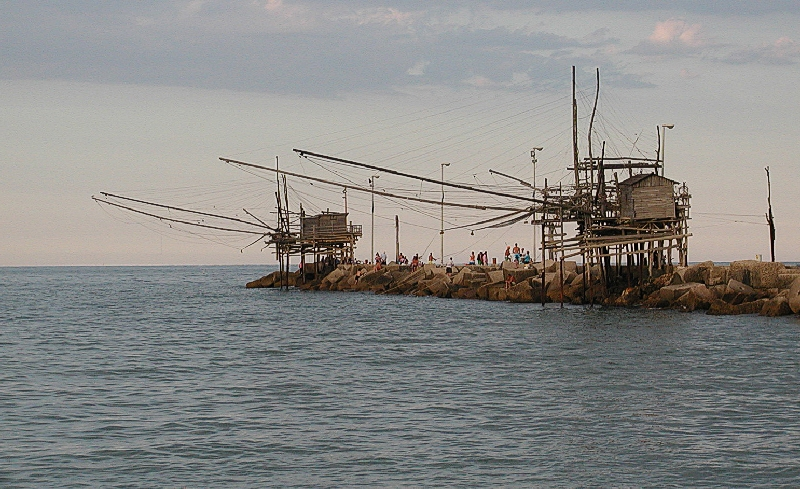
Zwei Trabocchi

## Weinbau
Seit 2011 besitzt der hier angebaute Weiß- und Rotwein eine „kontrollierte Herkunftsbezeichnung“ (Denominazione di origine controllata – DOC), die zuletzt am 7. März 2014 aktualisiert wurde. Im Jahr 2016 wurden von acht Hektar Rebfläche 782 Hektoliter DOC-Wein erzeugt.
Es werden zwei Weintypen erzeugt:
- Ortona Rosso: Muss zu mindestens 90 % aus der Rebsorte Montepulciano bestehen. Höchstens 10 % andere rote Rebsorten, die für den Anbau in der Region Abruzzen zugelassen sind, dürfen zugesetzt werden.
- Ortona Bianco: Muss zu mindestens 70 % aus der Rebsorte Trebbiano bestehen. Höchstens 30 % andere weiße Rebsorten, die für den Anbau in der Region Abruzzen zugelassen sind, dürfen zugesetzt werden.

## Persönlichkeiten
- Francesco Paolo Tosti (1846–1916), Komponist
- Pantaleone Rapino (1889–1918), Militär
- Franco Farinelli (* 1948), Geograph
- Tommaso Valentinetti (* 1952), römisch-katholischer Geistlicher, Erzbischof von Pescara-Penne
- Rocco Siffredi (* 1964), Pornodarsteller
- Michela Di Virgilio (* 1975), Molekularbiologin und Krebsforscherin
- Paolo Nicolai (* 1988), Beachvolleyballspieler